# صموئيل فريمان ميلر
صموئيل فريمان ميلر (بالإنجليزية: Samuel Freeman Miller)‏ هو محامي وقاضي أمريكي، ولد في 5 أبريل 1816 في ريتشموند في الولايات المتحدة، وتوفي في 13 أكتوبر 1890 في واشنطن العاصمة في الولايات المتحدة.

## وصلات خارجية
- صموئيل فريمان ميلر على موقع الموسوعة البريطانية (الإنجليزية)
- صموئيل فريمان ميلر على موقع إن إن دي بي (الإنجليزية)